# Corinne Corson
Pour les articles homonymes, voir Corson.
Corinne Corson, de son vrai nom Corinne Douesnard, née le 12 juin 1957, est une actrice française.

## Biographie

### Famille
Elle est mariée et mère de quatre enfants. Sa mère, Christiane Douesnard, est également actrice.

### Formation
Elle a fréquenté les cours de René Simon et de Claude Viriot.

## Filmographie

### Cinéma

#### Courts métrages
- 1994 La vie est vraiment mal faite !
- 2015 Première nuit

#### Longs métrages
- Borsalino de Jacques Deray
- Le Bon et les Méchants de Claude Lelouch
- À nous les petites Anglaises de Michel Lang
- Marche pas sur mes lacets de Max Pécas
- Un oursin dans la poche de Pascal Thomas
- Les Bidasses au pensionnat de Michel Vocoret
- Tire pas sur mon collant de Michel Lemoine
- Confidences pour confidences de Pascal Thomas
- L'Auto-école en délire de Roger Derouillat
- Baby cat de Pierre Unia
- Paradis pour tous d'Alain Jessua
- Ça va faire mal ! de Jean-François Davy
- Le téléphone sonne toujours deux fois de Jean-Pierre Vergne
- À deux minutes près d'Éric Le Hung
- Délit mineur de Francis Girod

### Télévision
- Petits secrets entre voisins (« Pour le meilleur et pour le pire »)
- Au nom de la vérité (épisode: "Un lourd secret"), réal. Laurent Lecomte
- Le mystère Joséphine, réal. Christian Lara
- Spécial lagaf (sketch du gorille), de Marc-André Chicoine
- Chatouillions le printemps, de Marc-André Chicoine 	Caméra cachée TF1
- Undercuts, de Bruno Corbucci
- La Mamie mystérieuse (série Tribunal), de Jacques Audoir
- Boulard contre Boulard (série Cas de divorce), d'Alain Lombardi
- L'autocar de Saulieu, de Claude Him
- d'Artagnan amoureux, de Yannick Andréi
- Mini-chroniques, de Jean-Marie Coldefy
- L'inspecteur mène l'enquête, de Guy Saguez
- Mon ami Gaylord, de Pierre Goutas
- Le roseau pensant, d'Alain Dhénaut
- Le Collaro show, de J.L Cap
- La vie de Berlioz, de Jacques Trébouta
- Opération bonheur, de J.C Cabanis
- La dame aux camélias, d'Agnès Delarive
- Châteauvallon, de Paul Planchon
- La quadrature des cercles, de Jean-Pierre Richard
- Voir l'Amérique, de Jean Marboeuf
- Hôtel de police, de Jean-Pierre Prévost
- Bonjour maître, de Denis de la Patellière
- Un modèle du genre, de Gilles Combet
- Frenchies folies Sketchs comiques d'A. Isnard, réalisation de Roger Pradines
- Maguy, de Christophe Andrei
- Salut les homards, de Ch. Lehérissey
- Trois coups pour rire, d'André Flédérick

## Théâtre
- Boeing Boeing de Marc Camoletti - Comédie Caumartin
- On dînera au lit de Marc Camoletti - Tournées Karsenty et Baret
- Les Femmes savantes de Molière - Festival d'été de Niul-les-Saintes
- Les Monstres sacrés de Jean Cocteau - Théâtre Noir du Lucernaire
- Mangeuses d'hommes (café-théâtre) de Daniel Colas - Café d'Edgar
- Salade de nuit de et mis en scène de Christian Dob - Café - Théâtre les Blancs Manteaux
- Et ta sœur de Bricaire et Lasaygue - Tournée A.T.P.
- Le Médecin malgré lui de Molière - Tournée A.T.P.
- L'Impromptu de Versailles de Molière - Tournée A.T.P.
- Les blondes préfèrent se taire, création de Didier Baffou